# Čelevec
Čelevec – wieś w Słowenii, w gminie Šmarješke Toplice. W 2018 roku liczyła 58 mieszkańców.